# Blatt (Waffe)

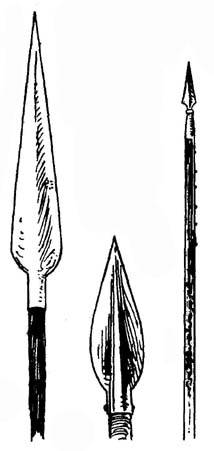
Verschiedene Blätter an einer Lanze (links), einem Speer (Mitte) und an einem Spieß (rechts)

Als Blatt bezeichnet man flache Klingen verschiedener Waffen, deren Ausformung zum Teil Blättern von Pflanzen in der Natur ähnlich sind. Dazu zählen die Klingen verschiedener Blankwaffentypen. Folgende Klingenformen werden dieser Gruppe zugeordnet:
- die blattförmige Klinge (ohne Hals und Dulle) eines Spieß-, Lanzen- oder Speereisens. Diese Klingenform ähnelt am ehesten einem Pflanzenblatt und wird bei vielen Waffen, die zum Stich konstruiert sind, eingesetzt.

- die Klinge einer Hiebwaffe ohne Angel (zum Beispiel: Streitaxt) oder einer Griffwaffe von flachem Querschnitt (zum Beispiel Hellebarde) mit zweischneidigen Klingen und Rückenklingen.

- die Lamelle eines Streitkolbenkopfes, auch Schlagblatt genannt. Manche Versionen der Streitkolben sind mit scharfen Klingen (Lamellen) versehen, die ebenfalls einen flachen Querschnitt haben.

Neben der Verwendung der Bezeichnung Blatt im Bereich der Waffen wird dieser Begriff auch im Bereich von Werkzeugen genutzt, die mit flachen Klingen ausgestattet sind (vergleiche Beil, Sägeblatt etc.). 